# Persona non grata
Persona non grata (lat. nepoželjna osoba, neprihvatljiva osoba, nepoćudna osoba, osoba koja se ne cijeni) pojam je koji se u diplomaciji upotrebljava za osobu – šefa diplomatske misije i druge diplomate, čija nazočnost na području države primateljice nije poželjna, odnosno za koju država primateljica zahtijeva odlazak sa svog područja. Suprotni pojam je persona grata.
Razlozi zbog kojih se osoba proglašava osobom non grata mogu biti vezani uz nju samu (npr. zbog njezinih izjava ili ponašanja kojima su povrijeđeni interesi, čast i dostojanstvo države primateljice, ili ako je teško povrijedila propise države primateljice), prekid diplomatskih odnosa ili uz rat, međutim država primateljica nije obvezna navesti razloge (članak 9. Bečke konvencija o diplomatskim odnosima). Tu će osobu njezina država (država šaljiteljica) morati opozvati, odnosno okončati njezine dužnosti. Opoziv mora uslijediti u razumnom roku, a sve do odlaska persona non grata zadržava imunitete i povlastice. Ako ne bude opozvana, država primateljica može odbiti priznati tu osobu za člana misije.